# Opera
Opera é um navegador da web desenvolvido pela companhia norueguesa Opera Software e disponibilizado para Microsoft Windows, Mac OS X e Linux, usando o motor Blink. Uma antiga versão que funciona com o motor Presto ainda pode ser usada no FreeBSD, além dos outros sistemas operacionais.
As características do Opera incluem gestos no mouse, divisão por abas, zoom de página, um comando de downloads integrado, sincronização de configurações, senhas e sites favoritos. Seu sistema de segurança possui proteção contra phishing e malware, uma forte verificação em sites da web, e o fácil modo de apagar cookies e o histórico apenas com o clicar de um botão.
O Opera tem uma grande distribuição no mercado de aparelhos móveis como celulares, smartphones, e aparelhos personal digital assistants (PDAs). Edições de Opera estão disponíveis para aparelhos usando os sistemas operacionais Symbian e o Windows Mobile, bem como o Java ME. De fato, aproximadamente 40 milhões de celulares são vendidos com a pré-instalação do Opera. Além disso, o Opera é o único navegador disponível para os consoles Nintendo DS e Wii. Algumas set-top box também usam o Opera, e a Adobe licenciou o Opera para ser usado no Adobe Creative Suite.
De acordo com a Opera Software, o navegador tinha mais de 350 milhões de usuários mundialmente no quarto trimestre de 2014. Os usuários de Opera mobile eram cerca de 291 milhões em junho de 2015. O Opera é notável por criar vários recursos que foram adotados por outros navegadores, como o speed dial, sessões de navegação, bloqueador de propagandas, navegação privada e esquema de abas.

## História

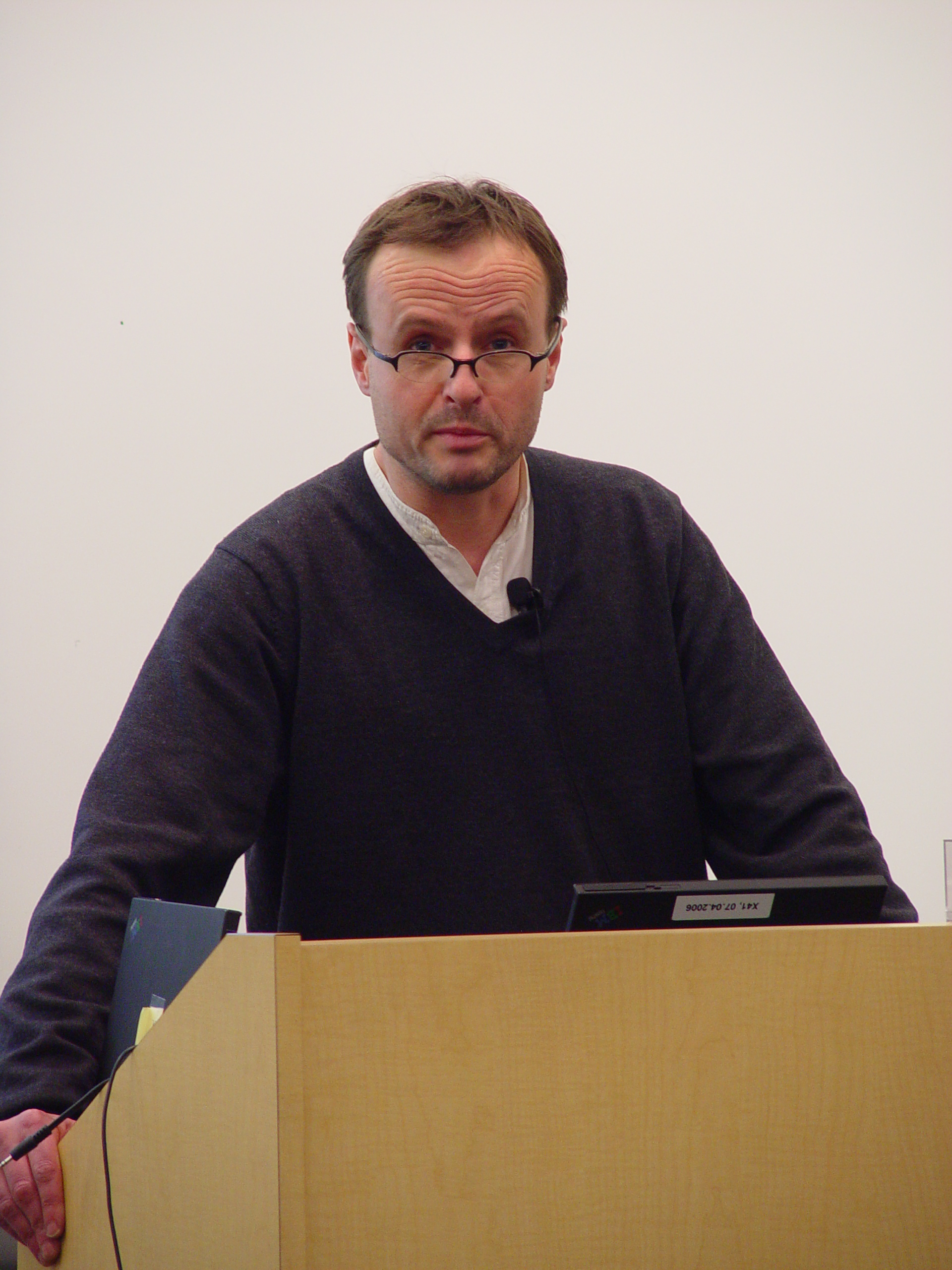
Håkon Wium Lie, chefe técnico do sistema do Opera e criador do padrão CSS.

Opera começou em 1994 com uma pesquisa de projetos na Telenor, a maior companhia de telecomunicação da Noruega. Em 1995, saiu em uma companhia separada nomeada Opera Software ASA. Opera foi lançado publicamente com a versão 2.0 em 1996 que apenas operou em Microsoft Windows. Num pedido para capitalizar um mercado emergente de ajuda para conexão à internet, um projeto para portar o Opera em aparelhos móveis de plataforma começou em 1998. Opera 4.0, lançado em 2000, incluiu novas plataformas cruzadas que facilitaram as edições para múltiplos sistemas operacionais e plataformas.
Até esse ponto, o Opera foi testado e estava pronto para ser adquirido depois do período de testes. Mas a versão 5.0 (lançada em 2000) foi o fim desse requisito. Assim, Opera virou um adware, mostrando publicidade para que os usuários não precisassem pagar por ele. Mais tarde as versões do Opera davam ao usuário a opção de ver banners e publicidade do Google. Com a versão 8.5 (lançada em 2005) as publicidade foram removidas e o contrato de suporte financeiro com a Google renovada.
Agora novas opções foram introduzidas na versão 9.1 (lançada em 2006) como proteção contra fraudes usando tecnologia do GeoTrust, um provedor de certificados digitais, e um PhishTank, uma organização que conhece sites que realizam phishing.
Essa opção foi melhorada e expandida na versão 9.5, quando o GeoTrust foi substituído pelo Netcraft, e a proteção contra malwares da Haute Secure foram adicionadas.
Ainda em 2006, foram lançadas edições do Opera para os sistemas de jogos Wii e Nintendo DS, da japonesa Nintendo. A edição do navegador para Wii, chamada de Internet Channel, foi inicialmente disponibilizada gratuitamente para download, de 12 de abril até 30 de junho de 2007, quando passou a custar 500 Wii Points (equivalente a 5 dólares). Em 1º de setembro de 2009, entretanto, o Internet Channel voltou a ser gratuito e aqueles que haviam pago por ele puderam fazer o download de um jogo de NES no valor de 500 Wii Points até 31 de dezembro de 2009. As versões do Opera para Nintendo DS e Nintendo DS Lite, chamadas de Nintendo DS Browser, foram lançadas em junho de 2007 na América, em cartuchos como os de jogos normais, além de um cartucho de expansão de memória de 8GB para ser inserido na entrada de jogos de Game Boy Advance, cujo tamanho varia de acordo com a versão. A versão para Nintendo DS Lite é dificilmente encontrada, enquanto que a de Nintendo DS original (que também funciona no Nintendo DS Lite) ainda está disponível na loja online da Nintendo norte-americana. O DSi tem uma versão aprimorada do navegador dos antecessores, chamada de Nintendo DSi Browser, que pode ser baixada gratuitamente a partir do DSi Shop e não requer a expansão de memória.
No dia 4 de dezembro de 2008 foi lançado o Opera 10 alpha com um novo interpretador JavaScript chamado Presto 2.2, o que permitiu alcançar 100% no teste Acid3 (100 de 100), isso melhorou em 30% seu desempenho e compatibilidade em relação a versão atual (Presto 2.1.1). A partir dessa versão as atualizações passam a ser automáticas e, finalmente se dá a integração de um corretor ortográfico e a possibilidade de criar e-mails usando HTML. Em 16 de dezembro de 2010, o Opera 11 foi lançado, contando com extensões, empilhamento de abas, mais gestos visuais, e mudanças na barra de endereços. O Opera 12 foi lançado em 14 de junho de 2012.
Em 12 de fevereiro de 2013, o Opera anunciou que iria abandonar o motor Presto e adotar o WebKit como implementado pelo navegador Chrome, do Google, usando o código do  projeto Chromium. A Opera Software também planejou contribuir com o código WebKit. Em 3 de abril de 2013, o Google anunciou que iria mover componentes do WebKit para um novo motor de renderização conhecido como Blink; no mesmo dia, o Opera confirmou que iria seguir Google na implementação do Blink.
Em 28 de maio de 2013, um lançamento beta do Opera 15 foi disponibilizado, a primeira versão baseada no projeto Chromium. Muitas funções características das versões prévias foram deixadas de lado, e o Opera Mail foi separado em um aplicativo independente derivado do Opera 12. A partir da versão 29 o Opera trouxe algumas novidades, como a sincronização de abas entre as versões desktop e o Opera para Android, customização de atalhos de teclado e  indicação de áudio nas abas.

## Características
A Opera Software diz que o Opera é o "navegador mais rápido na Terra". Um grupo de testadores de velocidade concluiu que o Opera 9.5 realmente era mais rápido que o Internet Explorer 7 e as versões de pré-lançamento do Firefox 3 e o Safari. O site de tecnologia ZDNet mostrou testes de velocidade do Internet Explorer 7, Safari 3, e as versões de pré-lançamento do Firefox 3 junto com o Opera 9.5, mostrando que o Opera era o mais rápido em algumas áreas, mas o único navegador que o Opera realmente superou foi o Internet Explorer.
O navegador também inclui navegação por abas, bloqueador de pop-ups, protetor de fraudes e um gerenciador de downloads.[carece de fontes?]
Também inclui a função "Speed Dial", que permite ao usuário adicionar vários links para que a página seja mostrada quando uma nova aba é aberta. Thumbnails das páginas com links são automaticamente geradas para um reconhecimento visual da página Speed Dial. Com isso, a função permite ao usuário maior facilidade para navegar pelas páginas selecionadas.
O Opera suporta "complementos", que são pequenos aplicativos que iniciam junto com o navegador. O Opera Mail permite receber, gerenciar, compor e enviar e-mail por POP3 e IMAP4.[carece de fontes?]
O Opera Turbo acelera o carregamento de páginas em redes lentas, principalmente Dial-up.[carece de fontes?]
O Opera Link é uma forma simples de sincronizar e disponibilizar as informações do navegador para todos os seus computadores e dispositivos.[carece de fontes?]
Opera Dragonfly permite desenvolver sites web usando o navegador, para ativa-lo pressione Ctrl+Shift+I.[carece de fontes?]
Também possui extensões de plugins, que adicionam funções pequenas e específicas para o navegador. Porém, o Opera limita o que os plug-ins podem fazer e não suporta inteiramente as extensões para o navegador. Ele faz isso para assegurar a qualidade, de modo que as extensões de terceiros não possam introduzir defeito.

### Acessibilidade
Opera foi desenvolvido com o compromisso de acessibilidade ao computador para os usuários que têm visão ou mobilidade reduzida. Como navegador de multi-modelos, também atende a uma grande variedade de preferências pessoais na interface do usuário.[carece de fontes?]
É possível controlar quase todos os aspectos do navegador usando apenas o teclado. e as teclas de atalho podem ser modificadas pelos usuários. Ele é o único navegador principal que inclui suporte para navegação espacial. O Opera também inclui suporte para gestos no mouse, que são funções com o movimento do mouse que faz ações no navegador como "voltar" ou "atualizar".
O zoom das páginas permite que texto, imagens e outros complementos como Macromedia Flash, Java e imagens SVG podem ser aumentados e diminuídos em tamanho (de 20% para 1 000%) para ajudar pessoas com visão enfraquecida. O usuário também pode especificar cores e fontes para páginas na web, bem como anular o estilo css. Isso pode ser muito útil para fazer sites em grande contraste ou em mais fontes para leitura.

### Privacidade e segurança
O Opera possui várias funções de segurança visíveis para o usuário. Uma é a opção de deletar dados privados, como cookies, o histórico de navegação e o cache, apenas com o clique do botão. Isto permite que os usuários apaguem os dados pessoais depois de navegar a partir de um computador partilhado.
Ao visitar um site seguro, o Opera criptografa os dados usando o SSL 3.0 ou TLS, ambas que possuem grandes protocolos de encriptação seguras. Em seguida, ele adiciona informações da segurança do site na barra de endereços. Ele também checa se o site que está sendo visitado está nas listas negras de phishing ou malware, e avisa se ele se encontra em uma destas listas. Esse comportamento é ativado por padrão, mas o usuário pode optar em não fazer a checagem automaticamente. Se a checagem for desativada, o próprio usuário pode verificar os sites abrindo o diálogo de informação da página.
O usuário pode proteger todas as senhas salvas no Opera com uma senha mestre. Dessa forma malwares não podem descriptografar as senhas a não ser que saiba qual é a senha mestre.[carece de fontes?]
Para pegar as falhas de seguranças e outros defeitos depois que se torna um sério problema, a companhia Opera Software mantém uma página pública onde os usuários podem indicar suspeitas de defeitos. De acordo com a Secunia, um servidor de segurança para computadores, a média de vulnerabilidade não ajustada nos últimos 365 dias é de 0.01. Isso contrasta com o Firefox (5.77), o Internet Explorer (38.3) e o Safari (1.54).
Em janeiro de 2007, Asa Dotzler da concorrente Mozilla Corporation acusou a companhia do Opera Software de reduzir informações sobre vulnerabilidades de segurança no Opera que foram corrigidos em dezembro de 2006. Dotzler alegou que os usuários não foram claramente informados de vulnerabilidades de segurança presentes na versão anterior do Opera, e assim eles não perceberam que eles precisavam atualizar para a versão mais recente ou em risco de serem explorados. Opera respondeu a estas acusações no dia seguinte.

### Suporte básico
O Opera foi um dos primeiros navegadores a suportar Cascading Style Sheets (CSS), agora o maior bloco de construções de design na web. Hoje, o Opera suporta vários básicos da web, incluindo CSS 2.1, HTML 4.01, HTML 5.0, XHTML 1.1, XHTML Basic, XHTML Mobile Profile, XHTML+Voice, WML 2.0, XSLT, XPath, XSL-FO, ECMAScript 3 (JavaScript), DOM 2, XMLHttpRequest, HTTP 1.1, Unicode, SVG 1.1 Basic, SVG 1.1 Tiny, GIF89a, JPEG, além de suporte total para PNG, incluindo transparência alpha e animação. Desde a versão 9, o Opera também passa no teste do Acid2, um teste que nem todos os navegadores suportam certos web standards. O Opera foi o quarto navegador a passar no teste e o primeiro navegador de Windows a passar no teste. Futuras versões do Opera suportarão TLS 1.2.

## Outras edições
Além da principal edição do Opera para os computadores, as edições de Opera estão disponíveis para uma variedade de dispositivos. Todos são baseados no mesmo núcleo, mas há alguma variação nos recursos oferecidos e da concepção da interface do usuário.[carece de fontes?]

### Smartphones e PDAs

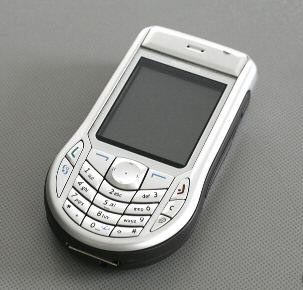
O Opera é compatível em Smartphone tal como o Nokia 6630.

Opera Mobile é uma edição da Opera concebidos para smartphones e personal digital assistants (PDAs). A primeira versão do Opera Mobile foi lançado em 2000 para a Psion Series 7 e netBook, com uma porta para a plataforma Windows Mobile que chegou em 2004. Hoje, o Opera Mobile está disponível para uma variedade de dispositivos que rodam o Windows Mobile, S60, ou os sistemas operacionais UIQ.
Os usuários podem experimentar Opera Mobile gratuitamente por 30 dias, mas depois os custos são de U$ 24. Aparelhos que utilizam o sistema operacional UIQ 3 , tais como a Sony Ericsson P990 e Motorola RIZR Z8, vêm pré-instalados com o Opera Mobile, o preço do Opera Mobile está incluído no preço do telefone.
Uma das principais características do Opera Mobile é a habilidade de reformatar dinamicamente páginas web para o melhor ajuste da tela usando a tecnologia Small-Screen Rendering. Em alternativa, o usuário pode usar o ampliador para uma visão mais abrangente ou mais estreita. No entanto, como as versões anteriores do Opera para computador, a interface de utilizador do Opera Mobile é pouco utilizada por ser difícil de usar ou personalizar.

### Telefones móveis

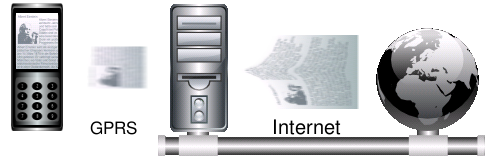
Quando um usuário navega na web com o Opera Mini, o pedido é enviado através do General Packet Radio Service (GPRS), para um dos servidores da empresa Opera Software, que recupera a página da web, processa, e comprime e envia de volta para o utilizador do telemóvel.

O Opera Mini, oferecido gratuitamente, é projetado principalmente para telemóveis, mas também de smartphones e personal digital assistants. Ele usa a plataforma Java ME, e consequentemente, requer que o dispositivo móvel seja capaz de usar aplicações Java ME. O navegador começou como um projeto piloto em 2005. Após lançamentos limitados na Europa, foi oficialmente lançado mundialmente em 24 de janeiro de 2006. Ele requer páginas da web nos servidores da Opera Software, para passarem pelo processo e serem comprimidas e remodeladas para o celular. Essa compressão reduz o uso da largura por mais de 90% e o pré-processamento suaviza a compatibilidade de páginas da web não foram concebidas para telefones móveis.

### Nintendo DS

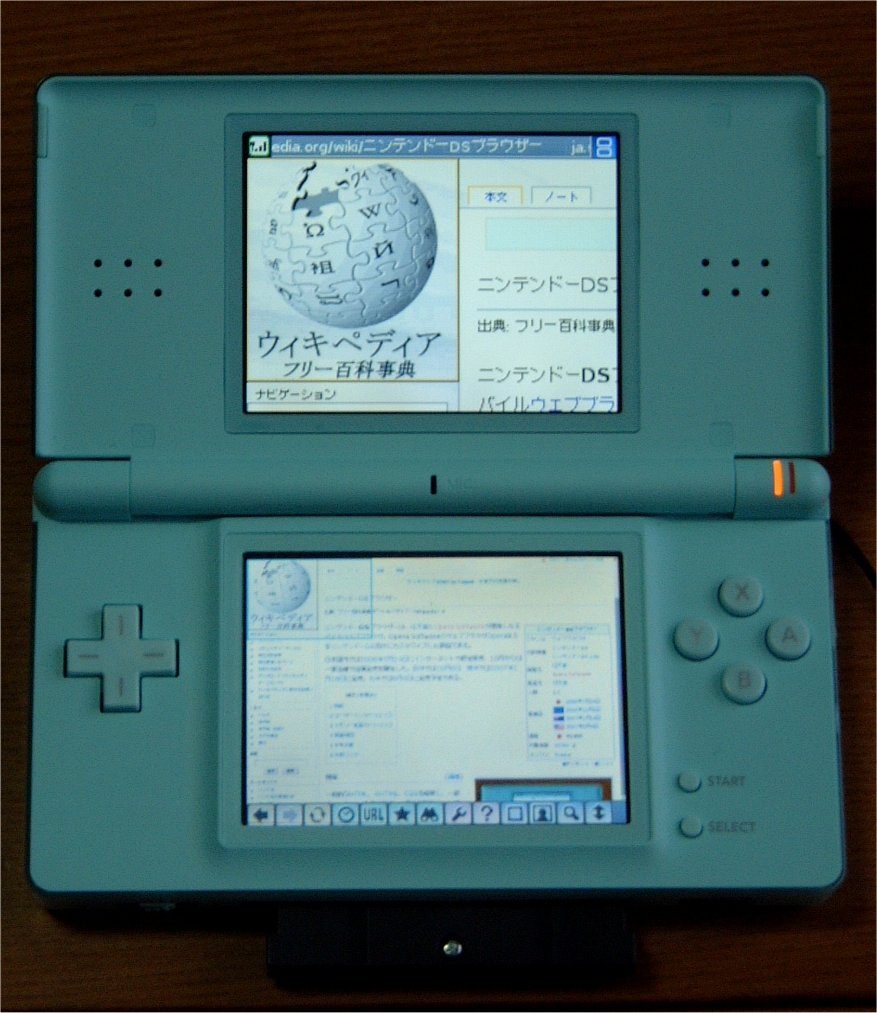
O Nintendo DS Browser.

O Nintendo DS Browser é uma edição da Opera para o videojogo portátil Nintendo DS. O navegador Nintendo DS foi lançado no Japão em 24 de julho de 2006, na Europa em 6 de outubro de 2006, e na América do Norte em 4 de junho de 2007. É vendido como um cartucho de jogo por 30 dólares.
O navegador do Nintendo DS inclui as mesmas renderizações de tela pequena e do zoom de páginas presentes no Opera Mobile. Inclui também software de reconhecimento de escrita e um teclado virtual para permitir a entrada de dados. Adicionalmente, a Nintendo fez uma parceria com a Astaro para fornecer filtro de conteúdo para o Nintendo DS Browser. A tecnologia é simplesmente um proxy mantido profissionalmente que bloqueia sites relacionados à pornografia, discriminação, cracker, pirataria de software, violência, jogos de azar, drogas ilegais, álcool, tabaco, namoro, armas, aborto, e outros conteúdos que a Nintendo considera censurável. Os usuários podem configurar o navegador para receber páginas da web por meio deste proxy, e esta configuração pode ser protegida por uma senha (por um pai, por exemplo) para prevenir evasão.
Em agosto de 2007, o Nintendo DS Browser foi discretamente descontinuado na América do Norte, embora ainda estar disponível na loja online da Nintendo. Como alternativa o Opera está disponível para Nintendo DSi através do DSi Shop.

### Wii

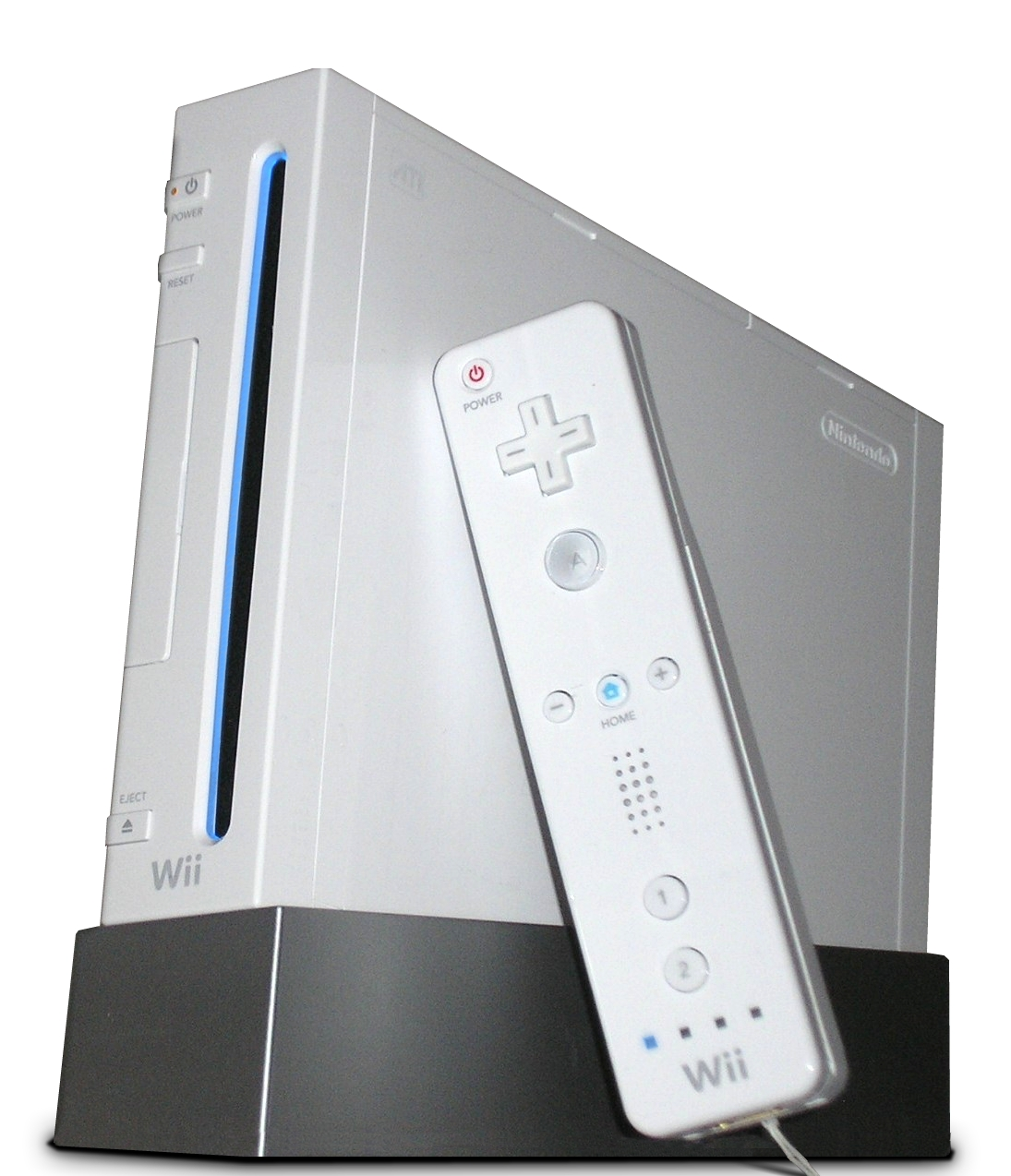
O Wii

Em 10 de maio de 2006, a Opera Software anunciou que estava em parceria com a Nintendo para criar um navegador para o console Wii. A versão do navegador Opera para o Wii, chamado de Internet Channel, estava disponível para ser baixada gratuitamente a partir do seu lançamento em 12 de abril de 2007, até 30 de junho de 2007. Após essa data, os usuários do Wii tiveram de pagar 500 Wii Points (U$ 5) para baixá-lo. Em 1º de setembro de 2009, o navegador passou a ser gratuito novamente e foi dado o direito do download de um jogo de NES do Virtual Console no mesmo valor até 31 de dezembro de 2009 àqueles que haviam pago pelo navegador.
Scott Hedrick, um executivo da empresa Opera Software, explicou que o navegador do Wii foi projetado para atender uma "sala ambiente". Em contraste com a aparência do Opera em monitores de computadores, as fontes são maiores e a interface é simplificada para facilitar a utilização. Mesmo com as mudanças no design, o navegador do Wii suporta todas as mesmas web standards como a versão desktop do Opera 9, passando no teste Acid2.

## Adoção de mercado
| Estatísticas de navegadores de desktop e laptop                                     | Estatísticas de navegadores de desktop e laptop | Estatísticas de navegadores de desktop e laptop | Estatísticas de navegadores de desktop e laptop | Estatísticas de navegadores de desktop e laptop |
| ----------------------------------------------------------------------------------- | ----------------------------------------------- | ----------------------------------------------- | ----------------------------------------------- | ----------------------------------------------- |
|                                                                                     |                                                 |                                                 |                                                 |                                                 |
| Google Chrome                                                                       | Google Chrome                                   |                                                 | 66.3%                                           | 66.3%                                           |
| Safari                                                                              | Safari                                          |                                                 | 16.76%                                          | 16.76%                                          |
| Firefox                                                                             | Firefox                                         |                                                 | 4.08%                                           | 4.08%                                           |
| Samsung Int.                                                                        | Samsung Int.                                    |                                                 | 3.24%                                           | 3.24%                                           |
| Microsoft Edge                                                                      | Microsoft Edge                                  |                                                 | 2.61%                                           | 2.61%                                           |
| Opera                                                                               | Opera                                           |                                                 | 2.06%                                           | 2.06%                                           |
| Market share de navegadores para desktop segundo o StatCounter em setembro de 2020. |                                                 |                                                 |                                                 |                                                 |

Em setembro de 2008, dados sobre uso de sites do idioma inglês mostram que a quota de mercado do Opera como sendo inferior a 1%. O navegador tem feito mais sucesso na Europa, incluindo cerca de 18-20% da quota de mercado na Rússia e da Ucrânia, e 5-6% na Polônia, Letônia, Lituânia e República Checa. Já no que diz respeito à dominação do mercado mundial, o browser apresenta uma participação de 2,28%, sendo assim, o 5º navegador mais usado do mundo.
Desde o seu primeiro lançamento em 1996, o navegador tem tido um sucesso limitado em computadores pessoais. Ela teve mais sucesso na área da navegação móvel, com lançamentos de produtos de uma variedade de plataformas. Cerca de 40 milhões de celulares têm sido enviados com uma cópia do Opera pré-instalado.
Além de celulares, smartphones e assistentes pessoais digitais, o Opera também encontrou lugar com os consoles Wii e Nintendo DS e com set-top boxes de televisão. Em 2005, a Adobe Systems optou por integrar o motor do layout do Opera, Presto, em suas aplicações Adobe Creative Suite. A tecnologia Opera agora é encontrada em Adobe GoLive, Adobe Photoshop, Adobe Dreamweaver, e outros componentes do Adobe Creative Suite. Presto também é encontrado no Virtual Mecânica SiteSpinner Pro.

## Recepção
A recepção crítica do Opera foi extremamente positiva, embora tenha sido criticado por sites por questões de compatibilidade, em parte porque muitos sites não aderem aos padrões da web diligente com o Opera. Devido a este problema, Opera 8.01 e versões superiores incluíram soluções para ajudar determinados websites populares, porém problemáticos, exibindo-os corretamente.
Sem outras críticas, em 2006 a Nintendo optou por adotar o Opera como navegador da web para o seu Wii e sistemas de jogos para Nintendo DS. O representante da Nintendo explicou:
| “ | Para o nosso console Wii, lançado em 2006, nós exigimos um navegador que fosse rápido e seguro, com suporte para as mais recentes normas, incluindo AJAX. Opera revelou-se perfeito para os nossos objetivos e é excepcional, tanto para Nintendo DS, quanto para o console Wii. | ” |

### Prêmios
Desde sua criação, o Opera recebeu vários prêmios. Os principais são:
- About.com - Melhor Navegador Desktop, 2010
- Download.com - 5 estrelas
- PC World - Programa de primeira classe, 2004 e 2005
- Web Host Magazine & Buyer's Guide - Escolha do editor
- PC Plus - Melhor performance
- PC World - Melhor produto, 2003
- PC World - Melhor no teste i, 2003
- Web Attack - Escolha do editor, 2003
- ZDNet - Escolha do editor, 2000
- Tech Cruiser - Prêmio de excelência, 1999